# Lepidophyma sylvaticum
Lepidophyma sylvaticum är en ödleart som beskrevs av Taylor 1939. Lepidophyma sylvaticum ingår i släktet Lepidophyma och familjen nattödlor. IUCN kategoriserar arten globalt som livskraftig. Inga underarter finns listade i Catalogue of Life.
Arten förekommer i bergstrakten Sierra Madre Oriental i östra Mexiko. Den vistas i regioner mellan 1000 och 1800 meter över havet. Habitatet utgörs av molnskogar och andra fuktiga skogar. Dessutom besöks angränsande landskap. Honor lägger inga ägg utan föder levande ungar.